# 洛克蒂迪
洛克蒂迪（法語：Loctudy，法語發音：[lɔktydi]）是法国菲尼斯泰尔省的一个市镇，位于该省南部，属于坎佩尔区。

## 地理
洛克蒂迪（47°50'1"N, 4°10'9"W）面积12.73 平方千米，位于法国布列塔尼大區菲尼斯泰尔省，该省份为法国最西部的省份，位于布列塔尼半岛西部，北西南三面环大西洋，东临阿摩尔滨海省和莫尔比昂省。
与洛克蒂迪接壤的市镇（或旧市镇、城区）包括：普洛巴纳莱克-莱斯科尼勒、蓬拉贝。

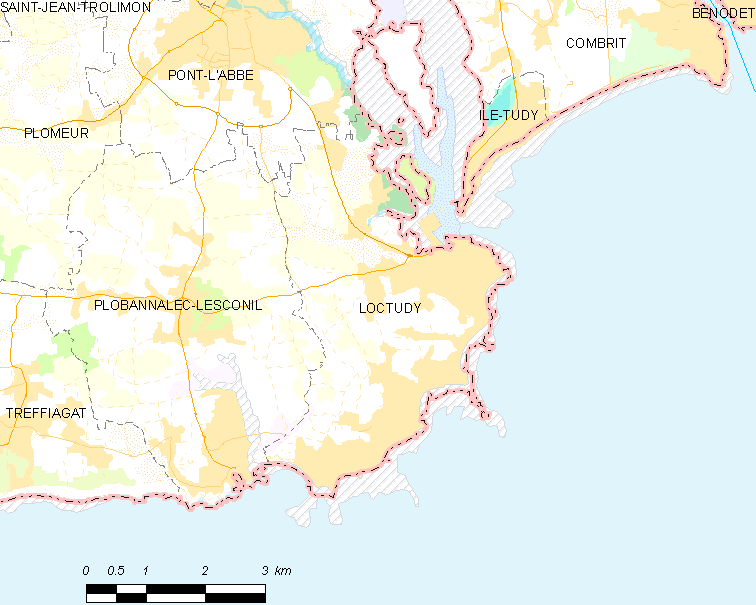
洛克蒂迪的OSM定位图

洛克蒂迪的时区为UTC+01:00、UTC+02:00（夏令时）。

## 行政
洛克蒂迪的邮政编码为29750，INSEE市镇编码为29135。

## 政治
洛克蒂迪所属的省级选区为蓬拉贝县。

## 人口

1962-2008年间洛克蒂迪人口变化图示

洛克蒂迪于2022年1月1日时的人口数量为4043人。